# Namíbia címere

Namíbia címere 1990-től

Namíbia címere egy átlós osztott pajzs, rajta a zászló elemeivel. A pajzsot felül egy fehér és egy vörös színű madár – lármás rétisas (Haliaeetus vocifer) – díszíti, kétoldalt egy-egy oryx tartja. Alatta, sárga dombon a helyi flóra egy különleges példánya, a Welwitschia mirabilis látható, a túlélés és a nemzeti bátorság szimbólumaként. Legalul egy fehér szalagra írták fel az ország mottóját: „Unity, Liberty, Justice” (Egység, szabadság, igazság).